# Тростниковый уж Кантора
Тростниковый уж Кантора (лат. Pseudorabdion longiceps) — вид ужеобразных змей из подсемейства Calamariinae.

## Ареал и места обитания
Распространен в Юго-Восточной Азии: на крайнем юге Таиланда, Малайском полуострове, островах Калимантан, Суматра и находящихся между ними мелких островах, таких как Ниас, Сингапур, архипелаг Риау и других. По некоторым данным, встречается также на некоторых Филиппинских островах. Ранее в литературе указывалось, что этот вид обитает также на острове Сулавеси, однако в настоящее время герпетологи считают это маловероятным. Везде достаточно обычен. Подвидов не образует. Обитает обычно в первичных и вторичных низинных тропических лесах, встречается также на вырубках возле дорог и на сельскохозяйственных угодьях.

## Описание
Один из самых мелких представителей подсемейства Calamariinae, общая длина тела достигает 23 см. Окраска варьирует от чёрного, коричневого до красновато-коричневого цвета с радужным переливом на ярком солнечном свете или при искусственном освещении. У некоторых особей в задней части головы может быть бледно-жёлтый ошейник. Верхнечелюстных зубов 11—12. На вид Pseudorabdion longiceps очень похож вид Pseudorabdion torquatum, обитающий на острове Сулавеси. Различить эти два вида можно только по меристическим[каким?] признакам. Видовое научное название longiceps дано, вероятно, из-за длинной головы (лат. «-ceps»), хотя голова у этого вида не длиннее, чем, например, у Pseudorabdion eiselti.

## Образ жизни
Скрытная змея, ведёт ночной образ жизни, днём прячется в опавших листьях, под брёвнами и камнями. Судя по маленькому стройному телу и заострённой голове, это полуроющий вид. Предполагается, что эта змея может питаться муравьями. Среди её врагов птицы и другие змеи.
Яйцекладущий вид.

## Локомоция
Вид Pseudorabdion longiceps — единственный вид змей и вообще рептилий, у кого учёным удалось наблюдать и задокументировать редкий механизм передвижения, когда животное сворачивается в вертикальный обруч и таким «колесом» быстро перекатывается по субстрату, причём делает это, не пассивно спускаясь по наклонной поверхности, а активно двигаясь по горизонтальной. К такому способу передвижения змея прибегает в случае опасности, спасаясь от хищников. Отдельные сообщения о таком поведении поступали и ранее, но только в августе 2019 года учёным впервые удалось заснять его на видео и подробно описать. Исследователи обнаружили змею, пересекая горную дорогу в Малайзии. Когда они приблизились, испуганная змея свернулась в вертикальное кольцо и совершила несколько переворотов, чтобы скрыться. Учёные наблюдали, как менее чем за 5 секунд змея прокатилась примерно 1,5 метра по дороге. Скатываясь вниз по склону, змея смогла набрать скорость и быстро покрыть значительное расстояние.
Движение начинается с того, что змея вытягивает своё тело в S-образную форму, затем подбрасывает переднюю половину своего тела в воздух, упираясь хвостом в землю. Всё тело змеи оказывается в воздухе; когда голова касается земли, то хвост поворачивается вперёд, а голова и шея изгибаются, чтобы снова подняться в воздух. Весь манёвр повторяется; в основном, змея многократно перебрасывает витки своего тела вперёд друг на друга.
Подобное поведение, когда животное, спасаясь от хищников, перекатывается, свойственно и некоторым другим видам, таким как паук Carparachne aureoflava и некоторым саламандрам, однако их действия обычно пассивны. Животное просто сворачивается, делая своё тело способным к перекатыванию, а само передвижение совершается за счёт условий окружающей среды и гравитации. Змея Pseudorabdion longiceps выделяется своей способностью к активному перекатыванию, при котором рептилия затрачивает энергию, чтобы перевернуться.
Такое необычное поведение, по мнению исследователей, может иметь ряд преимуществ. В сочетании с пассивным перекатыванием (то есть при бегстве вниз по склону) оно может помогать змее двигаться быстрее. Внезапное стремительное движение также может отвлечь и сбить с толку хищника, пока змея убегает. А уменьшенный контакт тела змеи с землёй может привести к тому, что запаховый след будет пятнистым, то есть будет прерываться. Это может сбить с толку ночных хищников, которые полагаются больше на обоняние, чем на зрение.
По мнению учёных, такое поведение может быть более широко распространено у других мелких видов змей, особенно у представителей подсемейства Calamariinae. Отсутствие записей о таком поведении у них, вероятно, является следствием проблем с их обнаружением и наблюдением за этими скрытными видами.